# Liste der Kulturdenkmale in Klamp
In der Liste der Kulturdenkmale in Klamp sind alle Kulturdenkmale der schleswig-holsteinischen Gemeinde Klamp (Kreis Plön) aufgelistet (Stand: 10. März 2025).

## Legende
In den Spalten befinden sich folgende Informationen:
- Objekt-ID: die Nummer des Kulturdenkmales
- Lage: die Adresse des Kulturdenkmales und die geographischen Koordinaten. Kartenansicht, um Koordinaten zu setzen. In der Kartenansicht sind Kulturdenkmale ohne Koordinaten mit einem roten Marker dargestellt und können in der Karte gesetzt werden. Kulturdenkmale ohne Bild sind mit einem blauen Marker gekennzeichnet, Kulturdenkmale mit Bild mit einem grünen Marker.
- Offizielle Bezeichnung: Bezeichnung des Kulturdenkmales
- Beschreibung: die Beschreibung des Kulturdenkmales
- Bild: ein Bild des Kulturdenkmales

## Bauliche Anlagen
| Objekt-ID      | Lage                                            | Offizielle Bezeichnung              | Beschreibung | Bild |
| -------------- | ----------------------------------------------- | ----------------------------------- | --- | ---- |
| 4799           | Bargblöcken 16 (54° 17′ 7″ N, 10° 34′ 12″ O)    | Wohnhaus                            | Wohnhaus; um 1920; eingeschossiger, giebelständiger Backsteinbau im Heimatschutzstil mit Mansard-Halbwalmdach und Mittelrisalit, rückwärtig ehem. Wirtschaftstrakt - Begründung: geschichtlich, städtebaulich - Schutzumfang: gesamtes Objekt - Denkmaltyp: Bauliche Anlage                              | BW   |
| 4797           | Dorfstraße (54° 16′ 55″ N, 10° 32′ 48″ O)       | Alte Schmiede                       | Alte Schmiede; 1845, 1931; eingeschossiger, traufständiger Backsteinbau auf Feldsteinsockel mit Walmdach, nach Nordwesten Anbau einer Backsteinscheune mit Satteldach - Begründung: geschichtlich, städtebaulich, Kulturlandschaft prägend - Schutzumfang: gesamtes Objekt - Denkmaltyp: Bauliche Anlage | BW   |
| 763 Wikidata   | Gut Klamp 10 (54° 17′ 50″ N, 10° 32′ 12″ O)     | Gut Klamp: Herrenhaus               | Alteintragung (Aktualisierung vorgesehen) - Begründung: Alteintragung (Aktualisierung vorgesehen) - Schutzumfang: Alteintragung (Aktualisierung vorgesehen) - Denkmaltyp: Bauliche Anlage | BW   |
| 13625 Wikidata | Hof Klamp 10 (54° 17′ 49″ N, 10° 32′ 13″ O)     | Ehemaliger Kutschstall              | Alteintragung (Aktualisierung vorgesehen) - Begründung: Alteintragung (Aktualisierung vorgesehen) - Schutzumfang: Alteintragung (Aktualisierung vorgesehen) - Denkmaltyp: Bauliche Anlage | BW   |
| 4789 Wikidata  | Hof Klamp 12 (54° 17′ 47″ N, 10° 32′ 12″ O)     | Gut Klamp: Nebengebäude             | Alteintragung (Aktualisierung vorgesehen) - Begründung: Alteintragung (Aktualisierung vorgesehen) - Schutzumfang: Alteintragung (Aktualisierung vorgesehen) - Denkmaltyp: Bauliche Anlage | BW   |
| 4787 Wikidata  | Hof Klamp 14 – 16 (54° 17′ 49″ N, 10° 32′ 9″ O) | Hof Klamp: Inspektorenhaus/Speicher | Alteintragung (Aktualisierung vorgesehen) - Begründung: Alteintragung (Aktualisierung vorgesehen) - Schutzumfang: Alteintragung (Aktualisierung vorgesehen) - Denkmaltyp: Bauliche Anlage | BW   |

## Quelle
- Liste der Kulturdenkmale in Schleswig-Holstein – Kreis Plön (PDF)

- Karte mit allen Koordinaten:
- OSM |
- WikiMap